# TU7
A ТU7 (oroszul: ТУ7 – тепловоз узкоколейный, magyar átírásban: tyeplovoz uzkokolejnij, magyarul: keskeny nyomtávolságú dízelmozdony). Szovjet keskeny nyomtávolságú, hidromechanikus erőátvitelű dízelmozdony-sorozat, melyet a Kambarkai Gépgyár gyártott az udmurtföldi Kambarkában 1971 és 2009 között. Összesen 3361 darab készült a sorozatból. A mozdonyok Bulgáriában mint BDŽ 94 sorozat, Csehszlovákiában mint ČSD TU 46.0 sorozat ismertek.

## Története
Az 1960-as évek elején merült fel igény egy új mozdony iránt a keskeny nyomtávolságú vasutakon a TU2 és TU4 dízelmozdonyok leváltására. A TU2 túl nehéz volt az alapvetően rossz állapotú szovjet keskeny nyomtávolságú pályákra, míg a TU4-nek a motorteljesítménye volt elégtelen. 1961-ben a Kambarkai Gépgyár elkészítette a hidraulikus erőátvitelű TU5 mozdony két kísérleti példányát. Ez alapvetően a TU4-en alapult, de az azon alkalmazott motor helyett a nagyobb teljesítményű, 400 LE-s 1D12–400-as dízelmotort építették be. A TU5-ösnél azonban az üzemeltetés során több hátrányos tulajdonságára derült fény. Többek között megbízhatatlannak bizonyult a hidraulikus erőátviteli rendszer. Ezért a VNITI tervezőiroda 1967-ben kidolgozta egy új dízelmozdony terveit, mely később a TU7 típusjelzést kapta.
A terveket kétféle kivitelű változatra dolgozták ki egy 20 és egy 24 tonnás mozdony, 300, illetve 400 LE-s motorral. A TU4 és a TU5 konstrukcióján alapuló új mozdonyhoz a Barnauli Gépgyár 1D12-es dízelmotorját és a Kalugai Gépgyár UGP400–650 típusú hidraulikus erőátviteli berendezését választották. Új vezetőfülkét terveztek hozzá, melyet később egységesen alkalmaztak a Kambarkai Gépgyár más gyártmányain is. Új vezérlőberendezése lehetővé tette több mozdony összekapcsolását is.
A Kambarkai Gépgyár végül 1970-ben a 24 tonnás, 400 LE-s motorral felszerelt változatból épített meg két kísérleti példányt. Ezekkel 1971–1972-ben végrehajtották a gyári teszteket, majd ezt követően próbaüzemre küldték őket. A speciális teszteket (pl. hidraulikus erőátvitel próbái) tartalmazó próbafutásokat a Saturai Keskeny Nyomtávú Vasúton (Moszkvai terület) hajtották végre. Az általános célú próbaüzemre a Krasznodári Erdőgazdaság Apseronszki Keskeny Nyomtávolságú Vasútján, valamint a Szverdlovszki Erdőgazdaság Alapajevszki Keskeny Nyomtávolságú Vasútján került sor.
A szovjet keskeny nyomtávolságú vasútvonalak rossz állapota miatt szükségessé vált a könnyebb változat megépítése is. A 20 tonnás változatnál csökkentették az üzemanyag mennyiségét, a könnyített kivitelű UGP400–201 hidraulikus hajtóművet építették be, csökkentették a ballaszttartály méretét. Ezzel a tengelyenként terhelés 5 tonnára csökkent, igaz, a vonóerő is csökkent kismértékben. 1975-től a 24 és a 20 tonnás változatot párhuzamosan gyártották. A két változatot a típusjelzésben nem különböztették meg.